# Berthold Furtmeyr

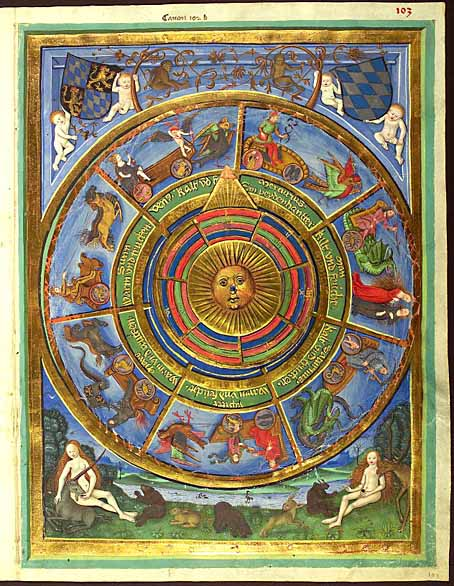
Astrolabio, fol. 103 collezione Heidelberger Schicksalsbuch.

Berthold Furtmeyr (Ratisbona, 1446 – Ratisbona, 1501) è stato un pittore e miniatore tedesco.

## Biografia
Operò soprattutto a Ratisbona, ma ci sono poche e vaghe informazioni sul suo percorso di formazione, anche se alcune fonti lo indicano come studente alla scuola di Vienna.
Nel 1466 si sposò con la figlia di Hans Reiner, un pastore luterano.
Dopo il matrimonio aprì un atelier e iniziò a lavorare per conto degli aristocratici, dei prelati di Ratisbona, dell'archivio di Salisburgo e del duca Alberto IV di Baviera.

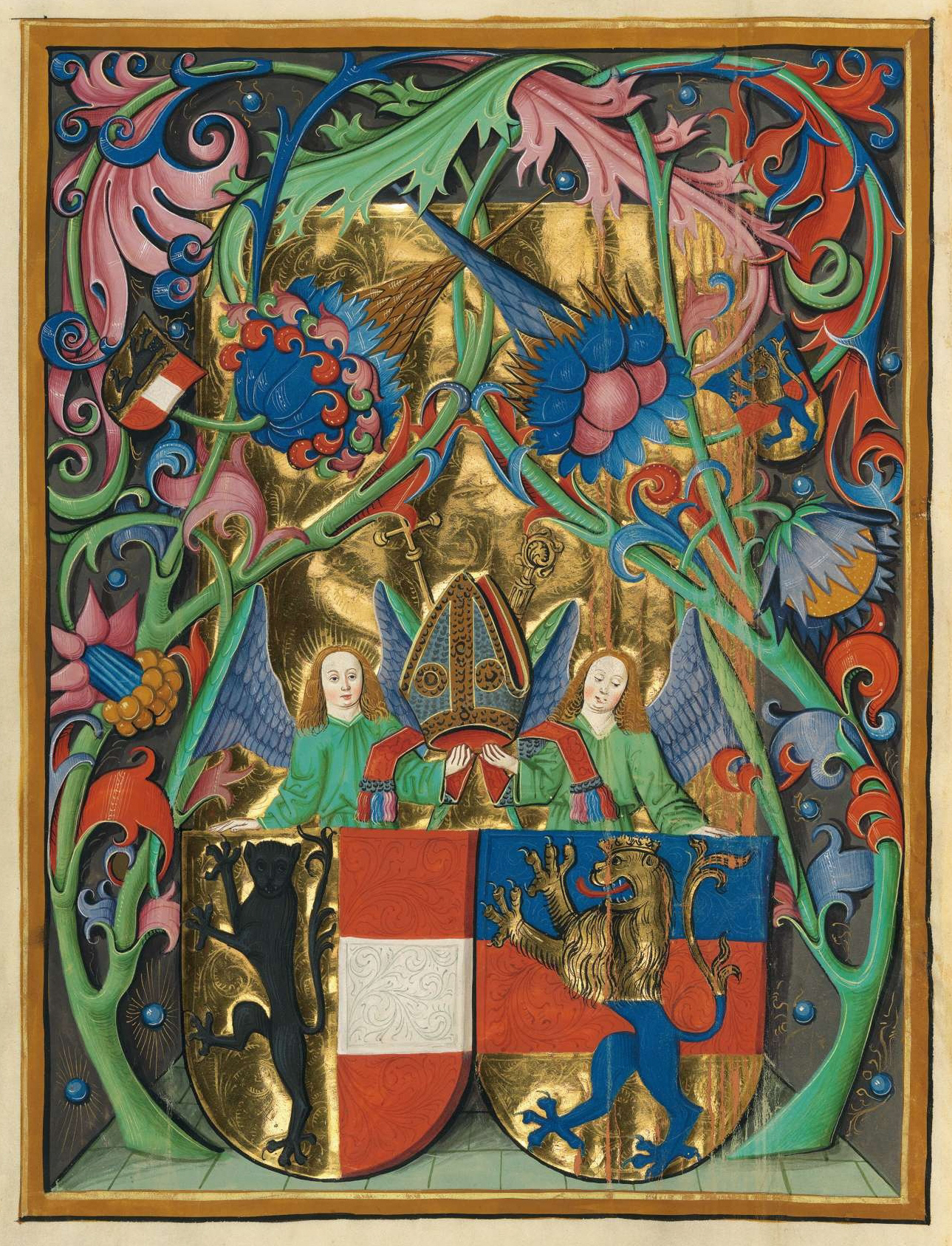
Miniatura del Messale di Salisburgo, 1478-1489

Tra le opere certamente attribuite a lui vi sono l’Antico Testamento della collezione Oettingen-Wallertsein decorato dal 1470 al 1472, il canone del messale cl.14045 della Biblioteca Nazionale di Monaco, il messale dell'arcivescovo Bernhard von Rohr di Salisburgo in cinque volumi, miniato in collaborazione con Ulrich Schreier attorno al 1481, il canone del messale di Berlino 14707, ora al Gabinetto delle Stampe.
L’Antico Testamento è costituito da parole e immagini, e comprende la descrizione del Libro, dalla Genesi al Libro di Rut. Il linguaggio è quello germanico del suo tempo, tuttavia ancora comprensibile ai giorni d'oggi. L'opera è impreziosita da tre miniature a piena pagina e da trecentocinquantacinque piccole miniature, descriventi scene tratte dalla Bibbia.

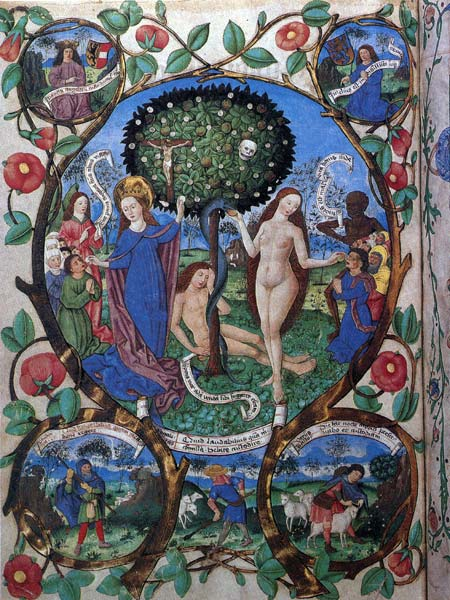
Miniatura del Messale di Salisburgo, L'albero della vita e della morte

Il messale di Salisburgo richiese dieci anni di lavoro per essere completato, è composto da testi che introducono l'anno liturgico, e da immagini che descrivono la vita di Gesù, dalla nascita alla Risurrezione.
Il messale cl.14045, attualmente conservato a Monaco di Baviera, comprende la scena del battesimo di sant'Agostino, raffigurato nudo all'interno della vasca battesimale con le mani incrociate sul petto, proprio nel momento in cui sant'Ambrogio gli sfiora la testa e lo battezza. I due protagonisti sono circondati da una gran folla che partecipa all'evento, e tra costoro non poteva mancare la madre Monica. Il battesimo viene ambientato all'interno di un imponente edificio gotico, caratterizzato da vari elementi religiosi.
L'artista ebbe successo con le sue opere, difatti i documenti fiscali conservati negli archivi di Ratisbona attestano che il suo patrimonio, tra gli anni 1473 e 1487, si consolidò notevolmente.
Alcune sue miniature rappresentarono i paesaggi, per lo più campagnoli, e si caratterizzarono per i colori e per i contrasti. I bordi delle miniature sono ricche di decorazioni di frutti e di fiori.
Inoltre ha realizzato miniature a carattere religioso o astronomico.